# IJzenbeekmolen

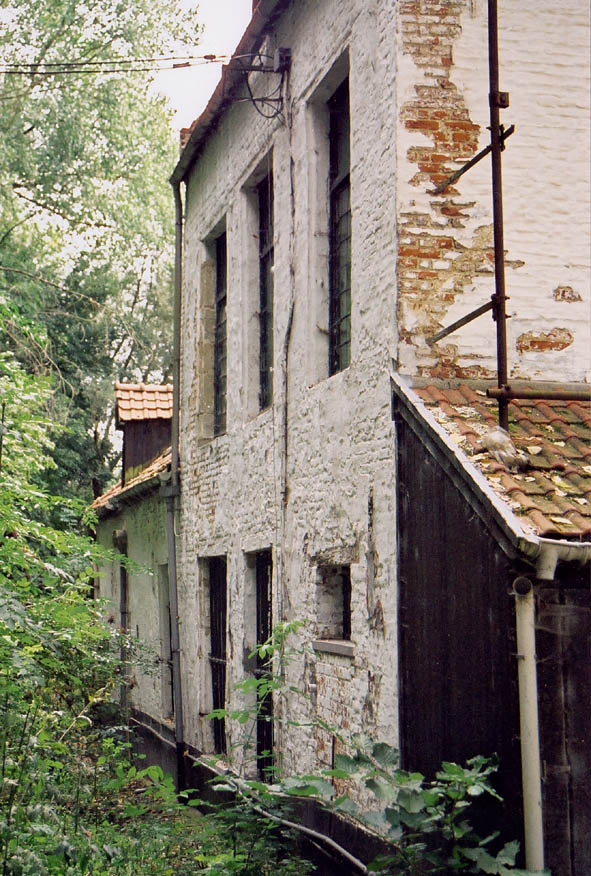
IJzenbeekmolen

De IJzenbeekmolen is een watermolen in de Vlaams-Brabantse plaats Asse, gelegen aan de Terlindenweg 142.
Deze bovenslagmolen op de IJzenbeek fungeerde als korenmolen.

## Geschiedenis
Al in 1250 was er sprake van een watermolen op deze plaats. In 1641 was er sprake van een nieuwe molen, wijzend op herbouwing. In de 18e eeuw was de molen eigendom van de Rijke Claren uit Brussel. Later kwam de molen in bezit van de familie Leyniers. Daarna volgden vele eigenaren.
In 1931 werd de naburige Waerborremolen ontmanteld en het houten bovenrad van deze molen werd aan de IJzenbeekmolen gemonteerd. In de jaren '70 van de 20e eeuw werd de molen buiten gebruik gesteld. Het rad werd verwijderd. De bakstenen molengebouwen en de spaarvijver bleven bewaard. Het molenhuis heeft een gevelsteentje van 1809.